# Argyrolobium petiolare
Argyrolobium petiolare är en ärtväxtart som beskrevs av Wilhelm Gerhard Walpers. Argyrolobium petiolare ingår i släktet Argyrolobium och familjen ärtväxter. Inga underarter finns listade i Catalogue of Life.